# Devise (Somme)
Pour les articles homonymes, voir Devise.
Devise est une commune française située dans le département de la Somme en région Hauts-de-France.

## Géographie

### Localisation

#### Communes limitrophes
|        | Estrées-Mons |                |
| Athies | Devise       | Monchy-Lagache |
|        | Quivières    |                |

Située dans une petite vallée, celle de l'Omignon, se jetant dans la Somme quelques kilomètres en aval, Devise se distingue des villages alentour par son environnement boisé.

### Nature du sol et du sous-sol
Le sous-sol de la commune est calcaire pour une très large part. Le sol est marécageux dans la vallée et argileux ou argilo-siliceux sur la plus grande partie.

### Relief, paysage, végétation
Le village de Devise, situé dans une vallée, est environné de légères collines. Le paysage, au nord, se compose de marais, d'étangs et de bois.

### Hydrographie

#### Réseau hydrographique
La commune est située dans le bassin Artois-Picardie. Elle est drainée par l'Omignon et un autre petit cours d'eau.
Le village de Devise est construit sur la rive gauche de l'Omignon. L'Omignon, d'une longueur de 32 km, prend sa source dans la commune de Bellenglise et se jette  dans la Somme à Brie, après avoir traversé 16 communes.

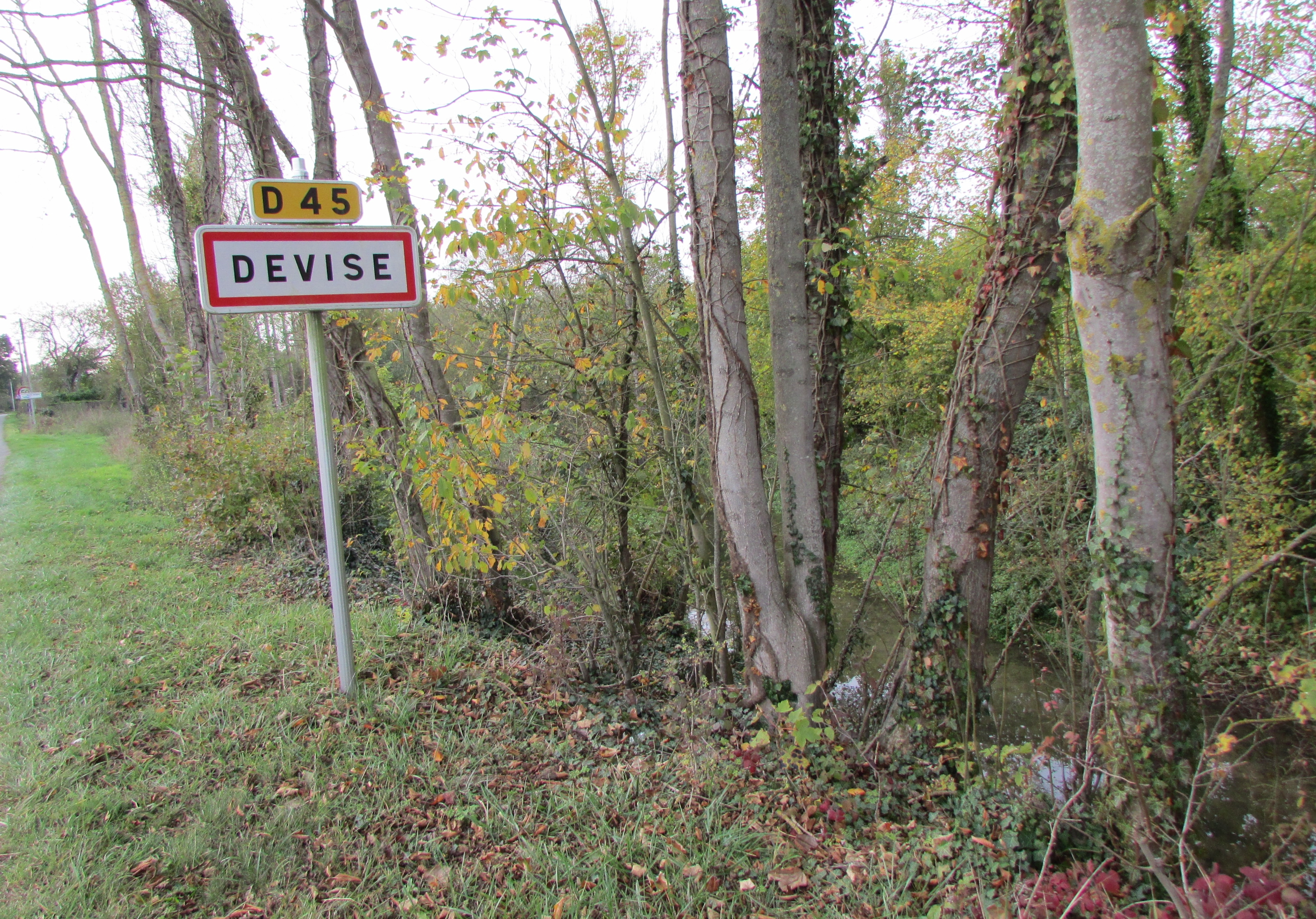
L'entrée du village au bord de l'Omignon.
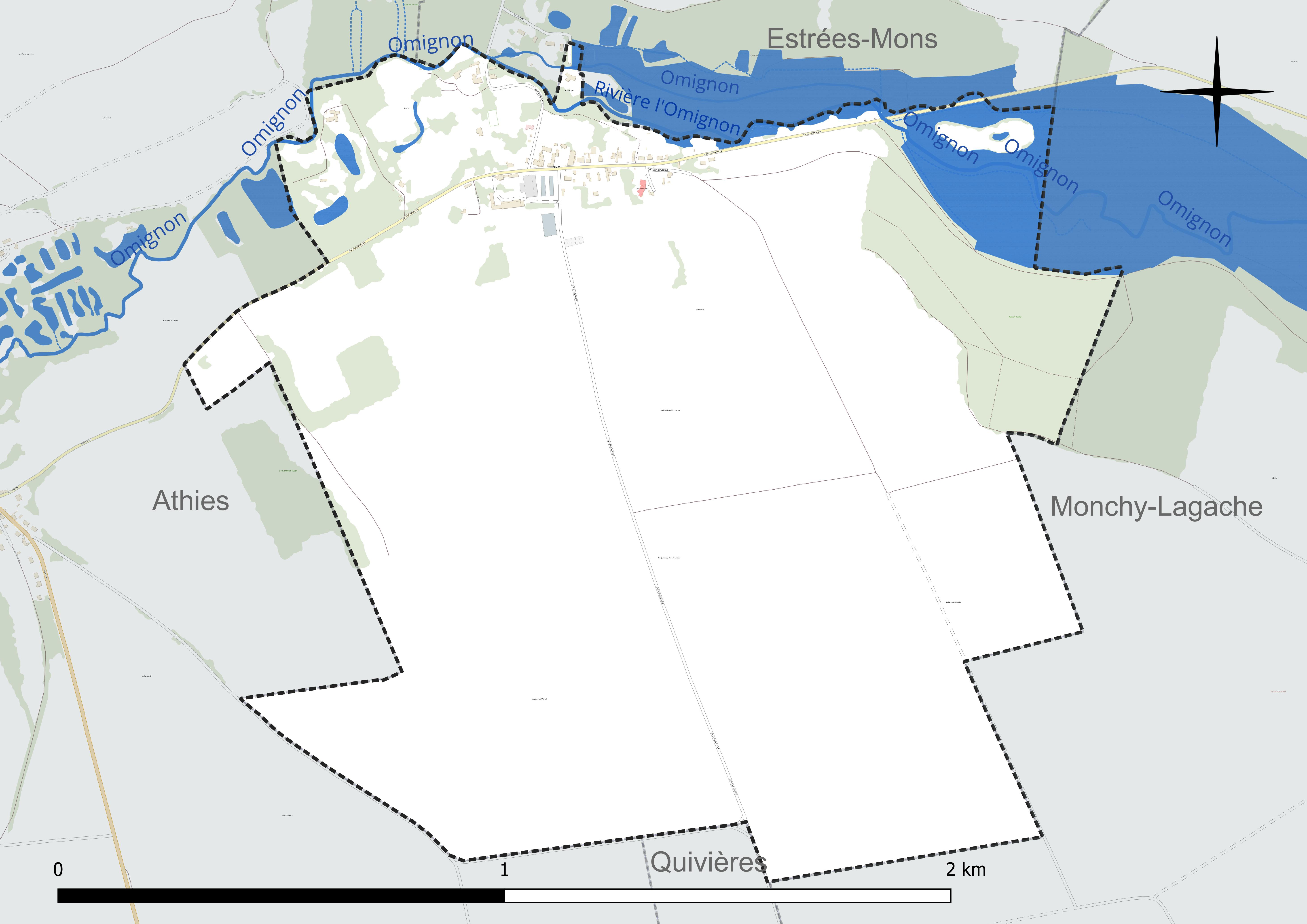
Réseau hydrographique de Devise.

#### Gestion et qualité des eaux
Le territoire communal est couvert par le schéma d'aménagement et de gestion des eaux (SAGE) « Haute Somme ». Ce document de planification concerne un territoire de 1 798 km2 de superficie, délimité par le bassin versant de la Haute Somme est constitué d'un réseau hydrographique complexe de cours d'eau, de marais, d'étangs et de canaux. Le périmètre a été arrêté le 21 avril 2006 et le SAGE proprement dit a été approuvé le 15 juin 2017. La structure porteuse de l'élaboration et de la mise en œuvre est le syndicat mixte d'aménagement hydraulique du bassin versant de la Somme (AMEVA).
La qualité des cours d'eau peut être consultée sur un site dédié géré par les agences de l'eau et l'Agence française pour la biodiversité.

### Climat
Pour des articles plus généraux, voir Climat des Hauts-de-France et Climat de la Somme.
En 2010, le climat de la commune est de type climat océanique dégradé des plaines du Centre et du Nord, selon une étude du CNRS s'appuyant sur une série de données couvrant la période 1971-2000. En 2020, Météo-France publie une typologie des climats de la France métropolitaine dans laquelle la commune est exposée à un climat océanique et est dans la région climatique Nord-est du bassin Parisien, caractérisée par un ensoleillement médiocre, une pluviométrie moyenne régulièrement répartie au cours de l'année et un hiver froid (3 °C).
Pour la période 1971-2000, la température annuelle moyenne est de 10,4 °C, avec une amplitude thermique annuelle de 15 °C. Le cumul annuel moyen de précipitations est de 711 mm, avec 11,4 jours de précipitations en janvier et 8,8 jours en juillet. Pour la période 1991-2020, la température moyenne annuelle observée sur la station météorologique la plus proche, située sur la commune d'Estrées-Mons à 2 km à vol d'oiseau, est de 11,0 °C et le cumul annuel moyen de précipitations est de 647,5 mm,. Pour l'avenir, les paramètres climatiques de la commune estimés pour 2050 selon différents scénarios d'émission de gaz à effet de serre sont consultables sur un site dédié publié par Météo-France en novembre 2022.
| Mois                                  | jan.           | fév.             | mars           | avril           | mai           | juin          | jui.           | août           | sep.          | oct.          | nov.            | déc.           | année      |
| ------------------------------------- | -------------- | ---------------- | -------------- | --------------- | ------------- | ------------- | -------------- | -------------- | ------------- | ------------- | --------------- | -------------- | ---------- |
| Température minimale moyenne (°C)     | 1,3            | 1,4              | 3,3            | 5,1             | 8,5           | 11,2          | 13             | 13             | 10,4          | 7,8           | 4,5             | 1,9            | 6,8        |
| Température moyenne (°C)              | 3,7            | 4,3              | 7,3            | 10,1            | 13,6          | 16,4          | 18,7           | 18,6           | 15,5          | 11,6          | 7,3             | 4,3            | 11         |
| Température maximale moyenne (°C)     | 6,1            | 7,2              | 11,2           | 15,1            | 18,6          | 21,6          | 24,4           | 24,3           | 20,5          | 15,4          | 10,1            | 6,6            | 15,1       |
| Record de froid (°C) date du record   | −15,8 07.01.09 | −12,7 07.02.1991 | −10,2 13.03.13 | −3,3 21.04.1991 | −1 07.05.1997 | 1,5 05.06.12  | 4,6 11.07.1993 | 4,6 29.08.1989 | 0,7 30.09.18  | −4,8 29.10.03 | −9,1 24.11.1998 | −12,5 18.12.10 | −15,8 2009 |
| Record de chaleur (°C) date du record | 14,7 09.01.15  | 18,6 26.02.19    | 24 31.03.21    | 27 20.04.18     | 30,9 28.05.17 | 34,9 18.06.22 | 41,9 25.07.19  | 38,4 12.08.03  | 34,4 15.09.20 | 27,6 01.10.11 | 19,8 07.11.15   | 16,6 07.12.00  | 41,9 2019  |
| Précipitations (mm)                   | 49,6           | 43,8             | 45,8           | 37,1            | 58,8          | 59,8          | 56,6           | 65,2           | 51,3          | 58,2          | 57,9            | 63,4           | 647,5      |

## Urbanisme

### Typologie
Au 1er janvier 2024, Devise est catégorisée commune rurale à habitat dispersé, selon la nouvelle grille communale de densité à sept niveaux définie par l'Insee en 2022.
Elle est située hors unité urbaine. Par ailleurs la commune fait partie de l'aire d'attraction de Péronne, dont elle est une commune de la couronne,. Cette aire, qui regroupe 52 communes, est catégorisée dans les aires de moins de 50 000 habitants,.

### Occupation des sols
L'occupation des sols de la commune, telle qu'elle ressort de la base de données européenne d'occupation biophysique des sols Corine Land Cover (CLC), est marquée par l'importance des territoires agricoles (83,8 % en 2018), une proportion sensiblement équivalente à celle de 1990 (84 %). La répartition détaillée en 2018 est la suivante : 
terres arables (77,7 %), forêts (16,2 %), zones agricoles hétérogènes (6,2 %). L'évolution de l'occupation des sols de la commune et de ses infrastructures peut être observée sur les différentes représentations cartographiques du territoire : la carte de Cassini (XVIIIe siècle), la carte d'état-major (1820-1866) et les cartes ou photos aériennes de l'IGN pour la période actuelle (1950 à aujourd'hui).

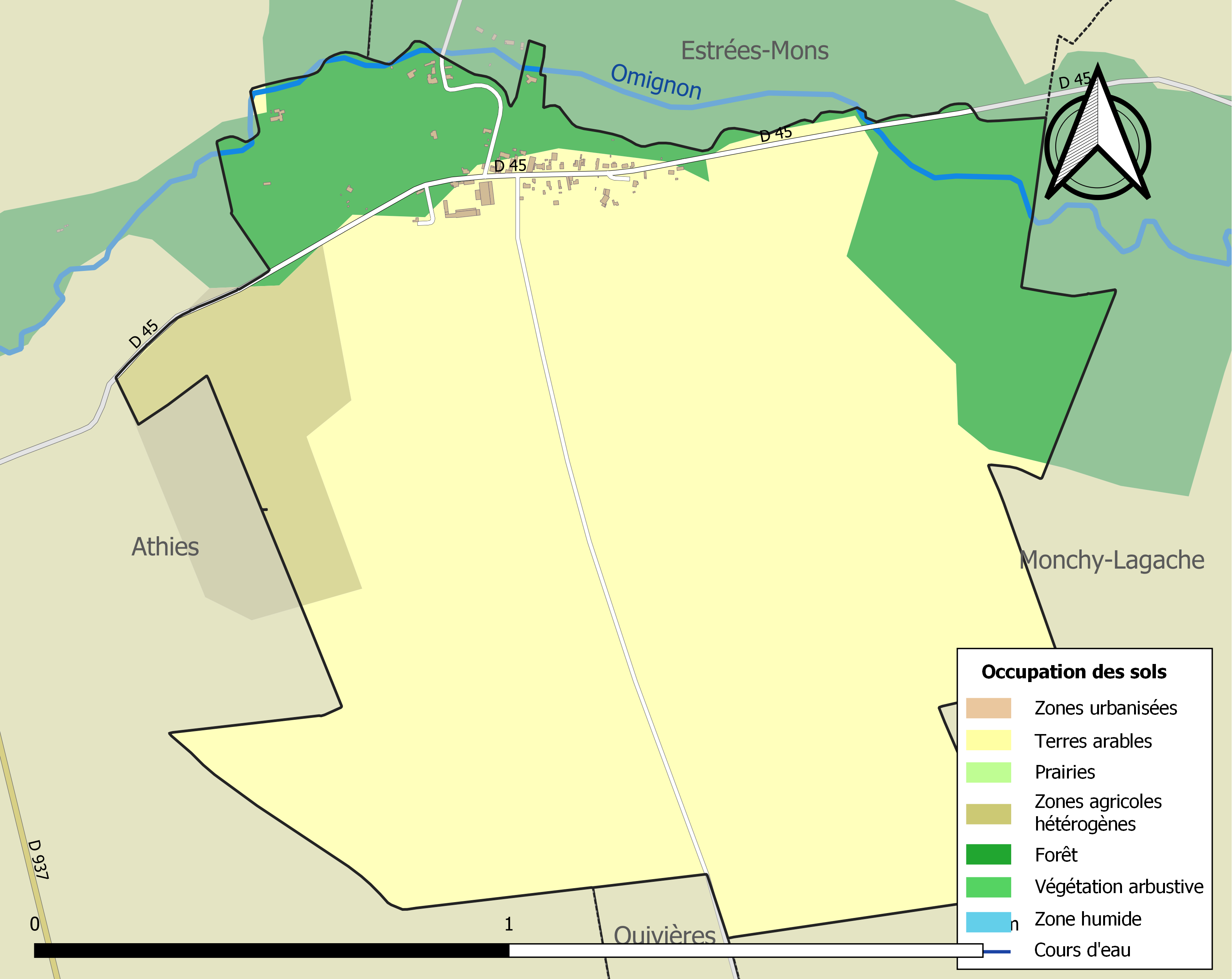
Carte des infrastructures et de l'occupation des sols de la commune en 2018 (CLC).

## Toponymie
Le nom de la localité est attesté sous les formes Devise en 1567 ; Devize en 1638 ; Devisze en 1657 ; Denise en 1710.
Il peut s'agir d'un toponyme avec le sens de limite, séparation, lisière, bordure d'un champ, borne limite, parasynonyme de l'ancien français bonne (borne),.

## Histoire
Les plus anciens seigneurs connus de la commune sont les Crécy-Châtillon. Ce sont eux qui firent construire le château fort qui commandait le passage de l'Omignon.
La commune a été très gravement touchée par les combats au cours de la Grande Guerre. Le village fut entièrement détruit en 1917, au cours du repli de l'armée allemande sur la ligne Hindenburg.

## Démographie
L'évolution du nombre d'habitants est connue à travers les recensements de la population effectués dans la commune depuis 1793. Pour les communes de moins de 10 000 habitants, une enquête de recensement portant sur toute la population est réalisée tous les cinq ans, les populations de référence des années intermédiaires étant quant à elles estimées par interpolation ou extrapolation. Pour la commune, le premier recensement exhaustif entrant dans le cadre du nouveau dispositif a été réalisé en 2005.

En 2022, la commune comptait 58 habitants, en évolution de +16 % par rapport à 2016 (Somme : −1,26 %, France hors Mayotte : +2,11 %).
| 1793 | 1800 | 1806 | 1821 | 1831 | 1836 | 1841 | 1846 | 1851 |
| ---- | ---- | ---- | ---- | ---- | ---- | ---- | ---- | ---- |
| 168  | 118  | 133  | 202  | 192  | 204  | 214  | 195  | 199  |

| 1856 | 1861 | 1866 | 1872 | 1876 | 1881 | 1886 | 1891 | 1896 |
| ---- | ---- | ---- | ---- | ---- | ---- | ---- | ---- | ---- |
| 200  | 178  | 167  | 150  | 153  | 155  | 133  | 154  | 136  |

| 1901 | 1906 | 1911 | 1921 | 1926 | 1931 | 1936 | 1946 | 1954 |
| ---- | ---- | ---- | ---- | ---- | ---- | ---- | ---- | ---- |
| 132  | 114  | 140  | 96   | 116  | 96   | 108  | 93   | 86   |

| 1962 | 1968 | 1975 | 1982 | 1990 | 1999 | 2005 | 2006 | 2010 |
| ---- | ---- | ---- | ---- | ---- | ---- | ---- | ---- | ---- |
| 89   | 91   | 64   | 60   | 69   | 76   | 64   | 62   | 53   |

| 2015 | 2020 | 2022 | - | - | - | - | - | - |
| ---- | ---- | ---- | - | - | - | - | - | - |
| 49   | 55   | 58   | - | - | - | - | - | - |

## Politique et administration
| Période                                  | Période                      | Identité             | Étiquette | Qualité                         |
| ---------------------------------------- | ---------------------------- | -------------------- | --------- | ------------------------------- |
| Les données manquantes sont à compléter. |                              |                      |           |                                 |
| 1877                                     | 1906                         | Georges Tattegrain   |           |                                 |
| en cours en 1934                         |                              | Roger Tattegrain     |           |                                 |
| Les données manquantes sont à compléter. |                              |                      |           |                                 |
| mars 1962                                | 1979                         | Romain Jezewski      |           |                                 |
| mars 1979                                | 1995                         | Georges Turlotte     |           |                                 |
| mars 1995                                | 2008                         | Jean Thirard         |           |                                 |
| mars 2008                                | 2014                         | Gérard Salle-Pauquet |           |                                 |
| 2014                                     | En cours (au 6 juillet 2020) | Florence Brunel      |           | Réélue pour le mandat 2020-2026 |

## Culture locale et patrimoine

### Lieux et monuments

#### Château de Devise
Détruit pendant la Grande Guerre, il était la propriété du maire, Georges Tattegrain.

#### Patrimoine de la reconstruction

##### L'église Saint-Rémi (1932-1934)
L'église détruite était un édifice en brique du XVIIIe siècle. Elle fut reconstruite sur un nouvel emplacement après sa destruction due à la Première Guerre mondiale. Les matériaux utilisés sont des briques de deux tons et le béton. Une grande croix de béton parcourt toute la hauteur du clocher.

##### Mairie et école
La mairie-école de Devise est l'œuvre de A. Rischman et L. Houblain. C'est un exemple de l'architecture Art déco.

##### Le monument aux morts
C'est une construction originale qui représente une grande femme en bronze badigeonnée de noir, brandissant une plaque sur laquelle figure l'inscription « POUR LA PAIX ». Cette femme est entourée d'enfants en ciment moulé, peints eux aussi en noir. L'ensemble est plaqué contre le mur de l'école. Le monument est l'œuvre de Vallon, un sculpteur parisien, d'après le masque mortuaire de l'institutrice du village décédée subitement pendant la classe en 1934.

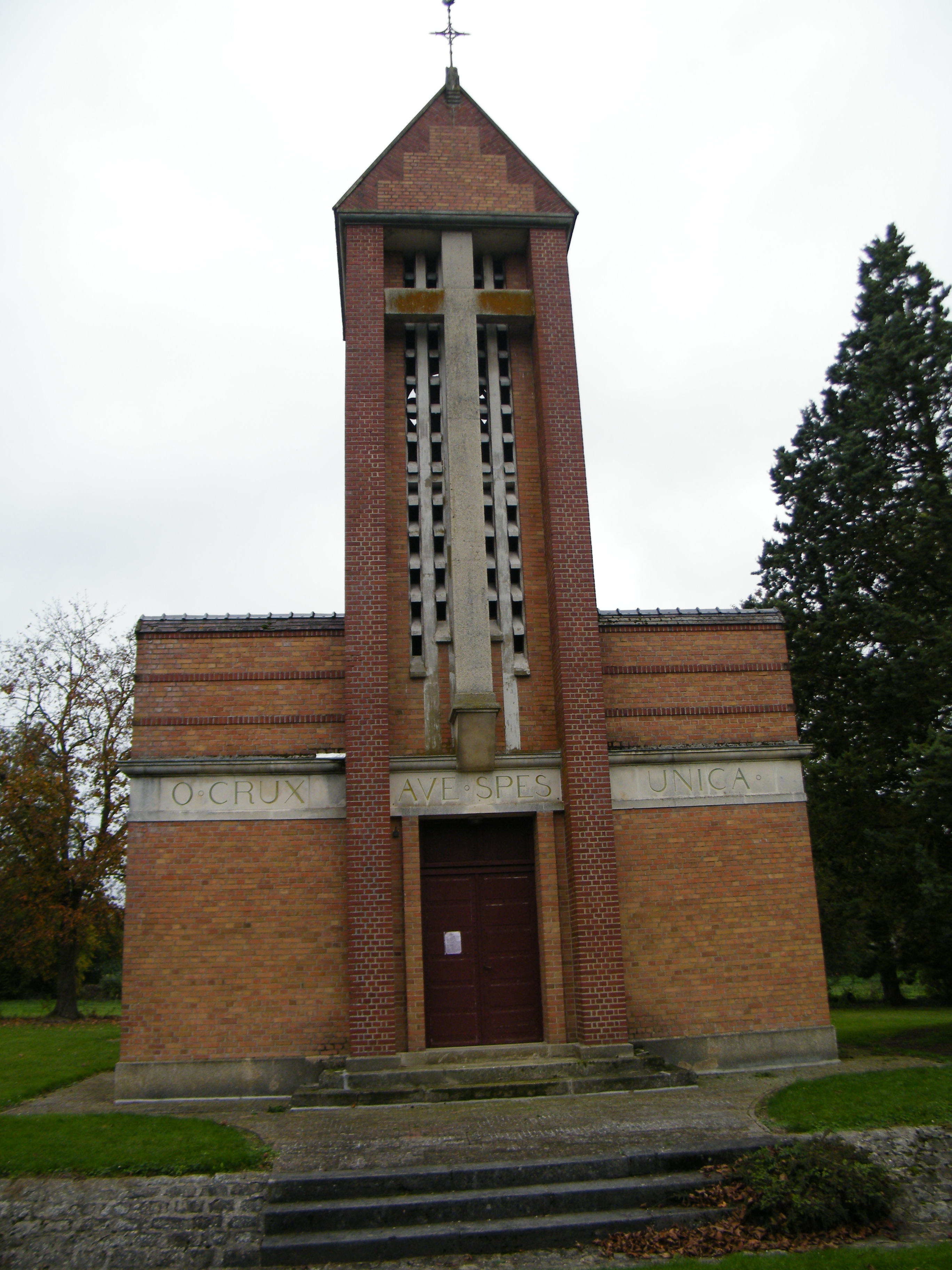
Saint-Rémi.
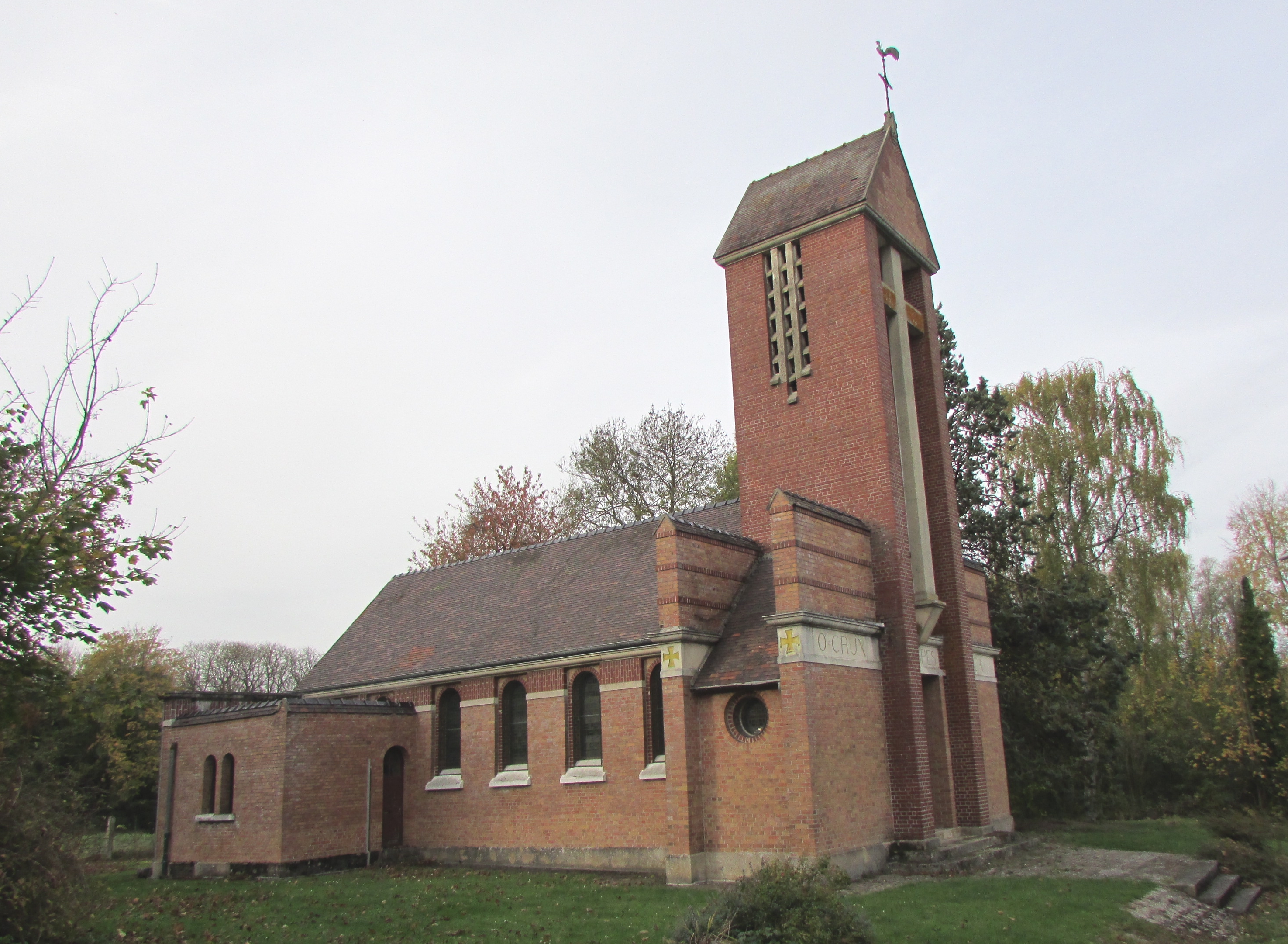
L'église.
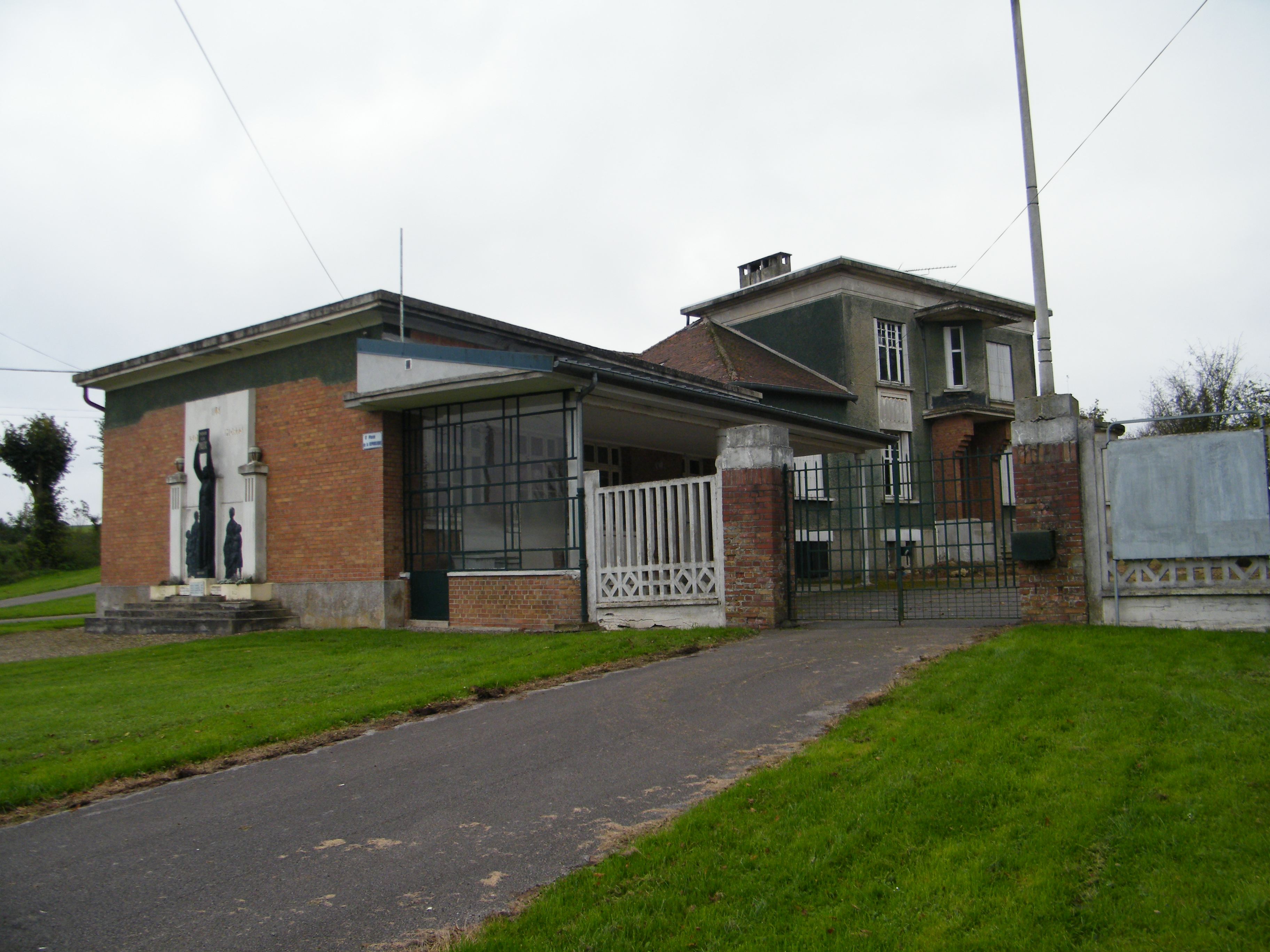
École.
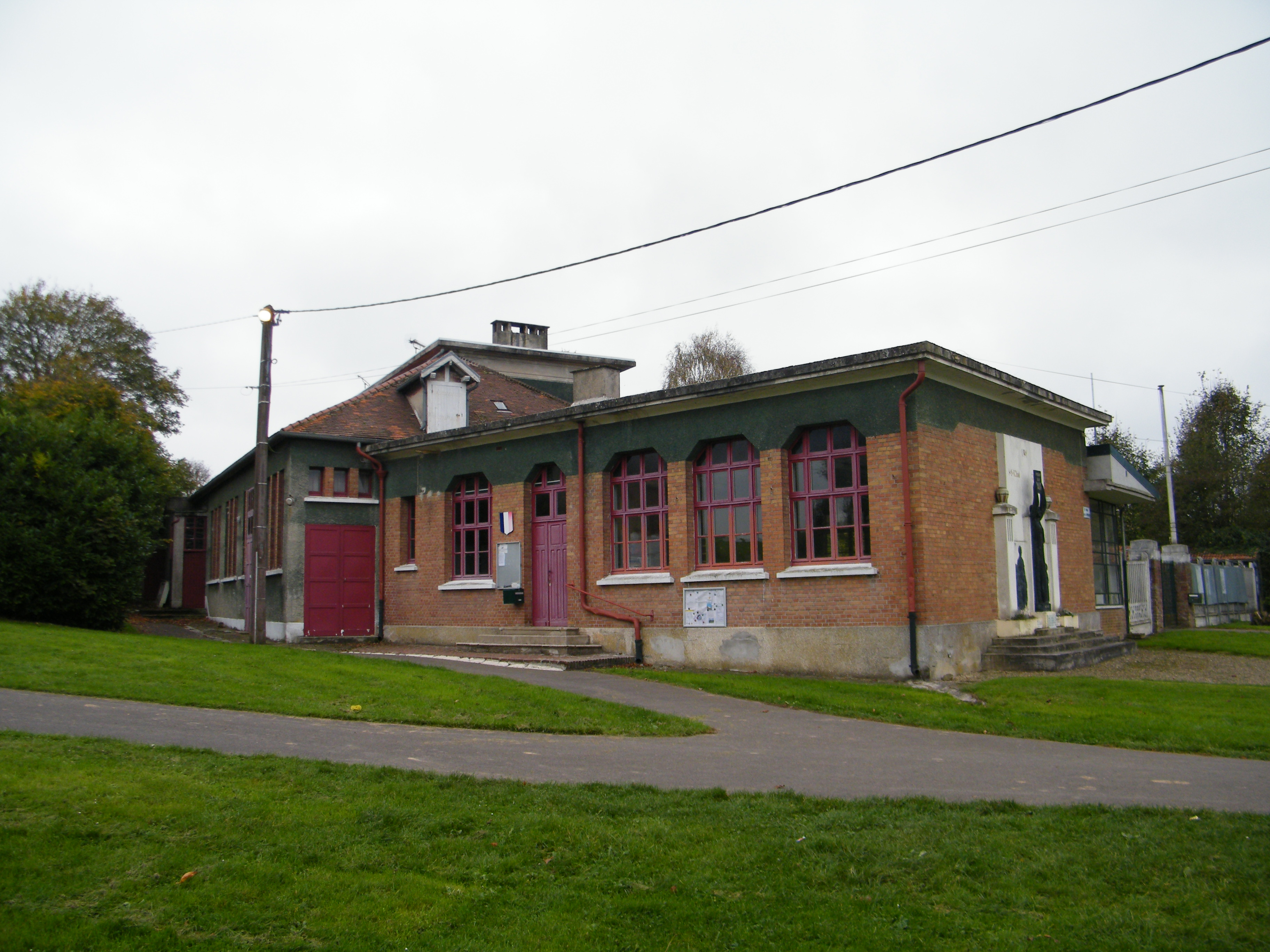
Mairie.
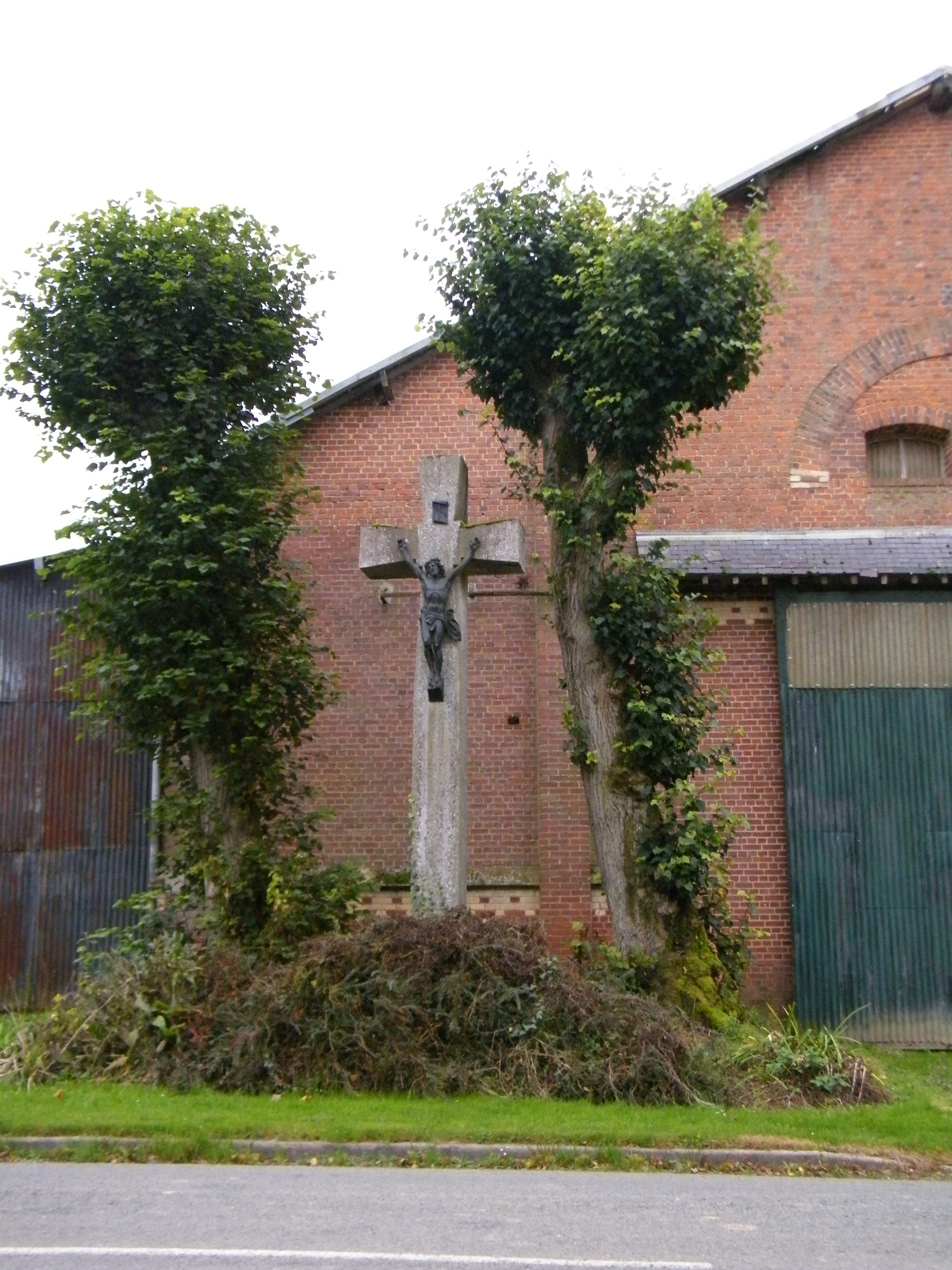
Calvaire.

### Personnalités liées à la commune
- Camille Saint-Saëns aurait composé à Devise en 1877: Samson et Dalila et Le Timbre d'Argent.
- Francis Tattegrain, (1852-1915), artiste peintre.
- Georges Tattegrain, (1845-1916),sculpteur, poète et maire de la commune de 1877 à 1906.
- Mademoiselle M. Agasse, institutrice à Devise de 1910 à 1934. Elle gagna l'estime de ses concitoyens par son dévouement pendant la Grande Guerre. Elle reçut pour cela la médaille de la Reconnaissance française avec la citation : « a pris en l'absence du maire et de l'adjoint, la direction des affaires avec le plus grand courage, le ravitaillement des habitants qu'elle a su, en toutes circonstances, protéger contre les exigences et la vexation de l'envahisseur ». Après son décès subit, pendant la classe en 1934, le maire de la commune, Roger Tattegrain, fit réaliser son masque mortuaire par un sculpteur de ses amis. Elle repose dans le cimetière communal, sous une pierre tombale entourée de bouleaux, selon sa volonté.

## Pour approfondir